# Suzy Falk
Suzy Falk (* 23. November 1922 in Düsseldorf; † 6. Juli 2015 in Brüssel) war eine deutsch-belgische Schauspielerin.

## Leben
Suzy Falk wurde als Tochter deutscher Juden 1922 in Düsseldorf geboren. Im Alter von 12 Jahren flüchtete sie 1934 mit ihren Eltern vor dem Naziregime nach Belgien. Die Familie erwog, in die USA zu flüchten, doch als ihr Vater durch einen Herzinfarkt starb, blieb sie bei ihrer Mutter, während ihre Brüder zu Onkel und Tanten nach Großbritannien gingen. Sie musste den gelben Stern tragen, während sie am Jüdischen Krankenhaus in Ixelles arbeitete und privaten Schauspielunterricht nahm. Suzy Falk und ihre Mutter überlebten die Judenverfolgung versteckt im Keller. 
1945 begann sie ihre Theaterkarriere mit Stücken von Jean Giraudoux, Bertolt Brecht, Rainer Werner Fassbinder, Anton Tschechow und Iwan Turgenew. Ihre erste größere Filmrolle spielte sie 1968 als deutsches Reisemitglied – und Ehefrau des von Paul Esser gespielten Sergeanten- in So reisen und so lieben wir. Es folgten kleine Rollen, so Stéphane Audrans Nachbarin zu Beginn von Claude Chabrols Der Riß (1970), kleine Parts in Alberto De Martinos Ein Mann geht aufs Ganze und in Frühreife Verführerinnen. In Jacques Fabers Le choix (1976) war sie erneut in einer größeren Filmrolle als Simone eines der Mitglieder aus der Truppe des Antihelden Jean-Pierre. Im Fernsehen hatte sie Gastrollen in Serien wie Mit Rose und Revolver (1975). Einer ihrer schönsten Erfolge war die Nanny Gram Stoker an der Seite von Louise Fletcher und Maria Schneider in der Horrorkomödie Mama Dracula (1980). Ihre letzte Kinorolle war 2007 die der Mamie in Carine Tardieus La tête de maman, gefolgt von einem Kurzfilm (Emma, 2014). Ihre letzte Theaterrolle spielte Suzy Falk 2011 als Madeleine, genannt die Alte, in René Bizacs Rue des Jonquilles. Von 2011 bis 2015 spielt sie in ihrem eigenen Programm Suzy raconte.
Suzy Falk erhielt 1990 den belgischen Theaterpreis Ève du Théâtre für ihre Rolle in Ni chair ni poisson und 2001 den belgischen Prix du Théâtre für ihre Rolle in Véronique Olmis Chaos debout.

## Filmografie (Auswahl)
- 1969: So reisen und so lieben wir (If It’s Tuesday, This Must Be Belgium)
- 1975: Le choix
- 1975: Mit Rose und Revolver (Les brigades du Tigre, Fernsehserie, Episode 1x06)